# Massalites
Massalites (em massalite: masara; em árabe: ماساليت) são um povo de Darfur, no oeste do Sudão e de Uadai, no leste do Chade. Eles falam massalite, uma língua nilo-saariana do grupo maba. Sua população era de cerca de 250 000 indivíduos em 1983. Projeções mais recentes (2011) mostra uma população de 440000, sendo mais de 300 mil no Sudão.
Os Massalites também são conhecidos como Kana Masalaka, Masaraka e Mesalit. São principalmente agricultores de subsistência, cultivando amendoim e milho. Mais ao sul do Sudão eles cultivam várias outras culturas, incluindo sorgo. A casa típica do povo Masalitite é construída de madeira e palha.